# José Mariano Salas
José Mariano de Salas (11 mai 1797, Mexico – 24 décembre 1867, Mexico) est un général et homme d'État mexicain. Il est président du Mexique par intérim, puis durant la guerre de Réforme président du gouvernement conservateur durant trois jours en 1859. Il est également membre de la régence mexicaine qui invita Maximilien de Habsbourg à monter sur le trône impérial du Mexique en 1863,.